# Сенаја
Сенаја је насеље у Градској општини Младеновац у Граду Београду. Према попису из 2022. било је 385 становника.

## Историја
Сенаја се налази јужно од вароши Гроцке. Данашње место је новијег датума. У арачким списковима се помиње као насеље у 1818. години, већ у 1828. и тада је имало 7 кућа.

Предање вели да је село добило име по сену, које за време Турака из долине Богоза денуто на месту, близу кога је данас село. У Крушаку и сада могу се изоравати опеке, и ту је по предању, било маџарско гробље. 

У Сенају је дошао међу првима неки Михаjло Краса из Груже, који је убрзо напустио село. После њега дошао предак Крупежа (Крупежевића) са четири сина. Крупежа је старином из Ракове (љубички срез), одакле је најпре дошао у Љуљаке (Гружа), а из Љуљака у Сенају. У Сенаји остане један део и то су данашњи Крупежевићи, по којима се и читав крај зове Крупешки, а једни оду 1832. године у Велику Крсну. Тако се населило из разних крајева породице: Ђурко, Јовановићи, Ђурковићи, Крупежевићи, Ђурковићи, Јосићи, Дошли су из Груже због тога што су чули да овде има пусте земље, и да су се на њој населили неки њихови земљаци. 

По попису из 1921. Сенаја има 114 кућа са 662 становника (подаци крајем 1921. године).

## Демографија
У насељу Сенаја живи 365 пунолетних становника, а просечна старост становништва износи 43,1 година (41,8 код мушкараца и 44,3 код жена). У насељу има 159 домаћинстава, а просечан број чланова по домаћинству је 2,79.
Ово насеље је у великим делом насељено Србима (према попису из 2002. године), а у последња три пописа, примећен је пад у броју становника.
|  |

| Демографија | Демографија | Демографија |
| Година      | Становника  | Становника  |
| ----------- | ----------- | ----------- |
| 1948.       | 718         |             |
| 1953.       | 738         |             |
| 1961.       | 668         |             |
| 1971.       | 591         |             |
| 1981.       | 578         |             |
| 1991.       | 571         | 492         |
| 2002.       | 444         | 578         |

| Етнички састав према попису из 2002.‍ | Етнички састав према попису из 2002.‍ | Етнички састав према попису из 2002.‍ | Етнички састав према попису из 2002.‍ | Етнички састав према попису из 2002.‍ |
| ------------------------------------ | ------------------------------------ | ------------------------------------ | ------------------------------------ | ------------------------------------ |
|                                      |                                      |                                      |                                      |                                      |
| Срби                                 | Срби                                 |                                      | 429                                  | 96,62%                               |
| Роми                                 | Роми                                 |                                      | 6                                    | 1,35%                                |
| Југословени                          | Југословени                          |                                      | 3                                    | 0,67%                                |
| Муслимани                            | Муслимани                            |                                      | 1                                    | 0,22%                                |
| непознато                            | непознато                            |                                      | 5                                    | 1,12%                                |

| Година пописа     | 1948. | 1953. | 1961. | 1971. | 1981. | 1991. | 2002. |
| ----------------- | ----- | ----- | ----- | ----- | ----- | ----- | ----- |
| Број домаћинстава | 165   | 158   | 186   | 156   | 162   | 178   | 159   |

| Број чланова      | 1  | 2  | 3  | 4  | 5  | 6  | 7 | 8 | 9 | 10 и више | Просек |
| ----------------- | -- | -- | -- | -- | -- | -- | - | - | - | --------- | ------ |
| Број домаћинстава | 39 | 47 | 24 | 24 | 13 | 10 | 1 | 0 | 0 | 1         | 2,79   |

| Пол    | Укупно | Неожењен/Неудата | Ожењен/Удата | Удовац/Удовица | Разведен/Разведена | Непознато |
| ------ | ------ | ---------------- | ------------ | -------------- | ------------------ | --------- |
| Мушки  | 180    | 44               | 107          | 10             | 19                 | 0         |
| Женски | 197    | 36               | 113          | 42             | 5                  | 1         |
| УКУПНО | 377    | 80               | 220          | 52             | 24                 | 1         |

| Пол    | Укупно                    | Пољопривреда, лов и шумарство | Рибарство                            | Вађење руде и камена | Прерађивачка индустрија       |
| ------ | ------------------------- | ----------------------------- | ------------------------------------ | -------------------- | ----------------------------- |
| Мушки  | 91                        | 35                            | 0                                    | 0                    | 11                            |
| Женски | 47                        | 16                            | 0                                    | 0                    | 3                             |
| УКУПНО | 138                       | 51                            | 0                                    | 0                    | 14                            |
| Пол    | Производња и снабдевање   | Грађевинарство                | Трговина                             | Хотели и ресторани   | Саобраћај, складиштење и везе |
| Мушки  | 2                         | 17                            | 4                                    | 0                    | 15                            |
| Женски | 0                         | 0                             | 6                                    | 0                    | 3                             |
| УКУПНО | 2                         | 17                            | 10                                   | 0                    | 18                            |
| Пол    | Финансијско посредовање   | Некретнине                    | Државна управа и одбрана             | Образовање           | Здравствени и социјални рад   |
| Мушки  | 0                         | 4                             | 2                                    | 0                    | 0                             |
| Женски | 0                         | 2                             | 0                                    | 2                    | 14                            |
| УКУПНО | 0                         | 6                             | 2                                    | 2                    | 14                            |
| Пол    | Остале услужне активности | Приватна домаћинства          | Екстериторијалне организације и тела | Непознато            | Непознато                     |
| Мушки  | 1                         | 0                             | 0                                    | 0                    | 0                             |
| Женски | 0                         | 1                             | 0                                    | 0                    | 0                             |
| УКУПНО | 1                         | 1                             | 0                                    | 0                    | 0                             |